# ランドサット1号
ランドサット1号(英語: Landsat 1)はアメリカ合衆国の地球観測衛星。ランドサット計画の初号機であり、元々は地球資源技術衛星（"英語: Earth Resources Technology Satellite" 略称：ERTS）とされていた。
ニンバス4の近代化版であり、1972年7月23日にヴァンデンバーグ空軍基地からデルタ900で打ち上げられた。農業、森林資源、地質、鉱物資源、水、水資源、地理、地図作成、環境汚染、海洋学、海洋資源、気象現象などの幅広い分野に関する情報を収集するのための地上観測プラットフォームとして安定して利用できるように近極軌道をとっている。
これらの目標を達成するために、可視光、近赤外線画像撮影用の3台のリターンビームビジコンカメラ(RBV)、放射測定画像用の4チャンネルマルチスペクトルスキャナー(MSS)、各個地上局を中継して中央収集局にデータを蓄積するデータ収集システムなどが搭載された。
また、2機の広帯域ビデオテープレコーダを搭載しておりスキャナかカメラのデータを30分まで保存可能で、宇宙機のセンサーにニアグローバルなカバー能力を与えていた。
またフロンガス推進システムと複合された地平線走査装置、太陽センサー、コマンドアンテナからなる改良型の姿勢制御システムによって三軸のいずれも±0.7度で姿勢維持が可能だった。段取り、高度、センサーパフォーマンスデータのための通信には154.2MHzと2106.4MHzで運用されるコマンドサブシステムやPCM狭帯域のテレメトリーサブシステムが含まれた。3台のRBVカメラシステムはリアルタイムとテープレコーダーの両方のモードで2265.5MHzで通信しており、このときMSSからの情報は2229.5MHzからの20MHzの無線周波数帯域に拘束された
1976年、ランドサット1号はカナダ東海岸の20km沖に小さな無人島を発見し、この島はこのことに因んで衛星の名をとってランドサット島と名づけられた
軌道平面の累積歳差によってほぼ一日中の太陽光へ曝露され、宇宙機が過加熱となったため、1978年1月6日に観測が打ち切られた。